# Lionel Tertis
Lionel Tertis   (West Hartlepool, 29 de desembre de 1876 - Londres, 22 de febrer de 1975) va ser un violista anglès, i un dels primers intèrprets de viola que va assolir fama internacional. També va ser un professor molt notori.
Tertis va néixer a West Hartlepool, fill d'immigrants polonesos-jueus. (S'ha notat sovint que tant ell com el violoncel·lista Pau Casals van néixer el mateix dia.) Va estudiar primer violí a Leipzig, Alemanya i a la Royal Academy of Music (RAM) de Londres. Allà va ser animat pel director, Alexander Campbell Mackenzie, a que adoptés al seu lloc la viola. Sota la influència addicional d'Oskar Nedbal, ho va fer i es va convertir ràpidament en un dels violistes més coneguts del seu temps, fent una gira per Europa i els Estats Units com a solista.
Com a professor de viola i a la memòria RAM (des de 1900), va animar els seus companys i estudiants a compondre per a l'instrument, ampliant així el seu repertori. El 1906, Tertis va ser temporalment al famós "Bohèmia Quartet" per reemplaçar el violista/compositor Oskar Nedbal i més tard va prendre la posició de viola al "Gerald Walenn Quartet".
Compositors com Arnold Bax, Frank Bridge, Gustav Holst, Benjamin Dale, York Bowen, Ralph Vaughan Williams i William Walton van escriure peces per a ell. La peça de Walton va ser el seu Viola Concerto; tanmateix, Tertis no va donar l'estrena mundial ja que en aquell moment tenia dificultat per comprendre el temps de la peça; aquest honor va ser a Paul Hindemith.
Va ser propietari d'una Montagnana del 1717 del 1920 al 1937 que va trobar durant una de les seves gires de concerts a París el 1920 i va tenir una oportunitat per adquirir-la. Segons les seves memòries, "em va ser mostrat en un estat de reproducció, sense pont, cordes ni taulell... No hi havia cap cas (era un instrument tan gran de 17 1/8 polzades), per la qual cosa la meva dona va venir al rescat. embolicant-lo amb la capa impermeable i així va ser portada a través del Canal Anglès. " Tertis preferia una gran viola per obtenir un to especialment ric del seu instrument. Sabent que alguns trobarien un instrument de 17-1/8 polzades massa gran, va crear el seu propi model Tertis, que proporciona molts dels avantatges tonals de l'instrument més gran amb una mida manejable de 16-3/4 polzades. Tertis va vendre el Montegnana del 1717 al seu alumneBernard Shore el 1937, que al seu torn va transmetre al seu alumne Roger Chase .
Juntament amb William Murdoch (piano), Albert Sammons i Lauri Kennedy, Tertis va formar els intèrprets de Música de Cambra. També va animar i practicar Sidney Griller mentre treballava per fundar el "Quartet Griller" el 1928 i va influir en l'entusiasme de Griller per la primera escola vienesa.
El 1936, mentre estava a la millor altura, va anunciar la seva retirada de la plataforma de concerts per concentrar-se en l'ensenyament. Va aparèixer com a solista una vegada més, en un concert especial el 1949 a un públic convidat a la memòria RAM per ajudar a recaptar diners pel seu fons per animar la composició de la música per a la viola.
Va ser nomenat Comandant de l'Ordre de l'Imperi Britànic (CBE) en els Honors d'Any Nou de 1950.
Tertis va compondre diverses obres originals i també va arreglar moltes peces no originàries per a la viola, com ara el Concert per a violoncel d'Edward Elgar. Va ser l'autor de diverses publicacions sobre el toc de corda, la viola en particular i la seva pròpia vida. Inclouen la Ventafocs no Més i La Viola i jo.
Lionel Tertis va morir a Wimbledon, Londres.

## Llegat
El Concurs Internacional de Viola de Lionel Tertis es va crear el 1980 per honorar la seva memòria.
Al febrer de 2007, Roger Chase, juntament amb el seu acompanyant, el pianista Michiko Otaki), van iniciar "The Tertis Project", una sèrie de concerts dedicats a obres compostes per a Tertis. Un CD, "The Tertis Tradition", es va publicar el 2009.
El 2015, "Henglihs Heritage" va desvetllar una placa blava a la seva casa de Wimbledon, Londres.